# Municipio de Rome (condado de Ashtabula)
El municipio de Rome (en inglés: Rome Township) es un municipio ubicado en el condado de Ashtabula en el estado estadounidense de Ohio. En el año 2010 tenía una población de 1812 habitantes y una densidad poblacional de 29,06 personas por km².

## Geografía
El municipio de Rome se encuentra ubicado en las coordenadas 41°36′46″N 80°51′18″O / 41.61278, -80.85500. Según la Oficina del Censo de los Estados Unidos, el municipio tiene una superficie total de 62.36 km², de la cual 60,92 km² corresponden a tierra firme y (2,32 %) 1,45 km² es agua.

## Demografía
Según el censo de 2010, había 1812 personas residiendo en el municipio de Rome. La densidad de población era de 29,06 hab./km². De los 1812 habitantes, el municipio de Rome estaba compuesto por el 98,4 % blancos, el 0,61 % eran afroamericanos, el 0,11 % eran amerindios, el 0,39 % eran asiáticos y el 0,5 % eran de una mezcla de razas. Del total de la población el 0,5 % eran hispanos o latinos de cualquier raza.